# 琳達！琳達！
《琳達！琳達！》(リンダ リンダ リンダ)是一部由山下敦弘執導的日本電影，於2005年7月23日在日本上映。

## 概要
電影最初是由根岸洋之提出故事企劃案，並獲得第一屆日本電影天使大獎(日本映画エンジェル大賞，由角川出版映像事業振興基金信託舉辦)，之後開始正式拍攝製作。
本片的攝製地點位於日本群馬縣高崎市，高中校園的場景是在縣立前橋工業高校拍攝。此外，也在縣內的音樂中心取景，並與當地的電影委員會(フィルム コミッション)合作發揮最大的利用效益。
在電影中登場，由主角們組成的樂團「PARANMAUM」(パーランマウム，意為「藍色的心」，也就是 Blue Hearts)，也在現實世界中推出了專輯，由日本環球音樂發行。
電影雜誌將本片選為「2005年最佳電影排行榜」的第一名；《電影旬報》(キネマ旬報)也將本片選為「最佳電影前十名」中的日本電影第六名，在讀者票選方面則獲得第三名。

## 故事劇情
一所日本的地方高中，數天後就要舉行文化祭。輕音樂社的五人女子樂團，成員因為吉他手的骨折為導火線而分裂。雖然吉他手和主唱離開了樂團，但剩下的三人仍然不放棄登上舞台表演的希望。於是他們邀請剛好經過的韓國留學生加入樂團，擔任主唱。距離文化祭現場演出還有三天，她們的目標是翻唱「The Blue Hearts」的歌曲，於是四個人展開練習……。

## 演員與角色
- 裴斗娜(宋同學／主唱)
- 前田亞季(山田響子／鼓手)
- 香椎由宇(立花 惠／吉他手／前鍵盤手)，死亡筆記本電影版主角夜神月女友一角，在台灣走紅
- 關根史織(白河 望／貝斯手)，現實生活中是搖滾樂團 Base Ball Bear 的貝斯手
- 三村恭代(丸本凛子／前主唱)
- 湯川潮音(今村萠／前吉他手)
- 山崎優子(中島田花子)
- 甲本雅裕(小山老師／國語教師兼輕音樂部顧問)，The Blue Hearts 成員甲本ヒロト的弟弟
- 小出惠介(阿部友次)
- 松山研一(槙原裕作)
- Lily(惠的母親)

## 製作人員
- 導演：山下敦弘
- 腳本：向井康介、宮下和雅子、山下敦弘
- 製作人：根岸洋之、定井勇二
- 預算監製：大里俊博
- 樂團監製：白井良明
- 主題曲：「沒完沒了的歌」(終わらない歌)(The Blue Hearts)
- 插曲：「琳達琳達」(リンダリンダ)、「我的右手」(僕の右手)(The Blue Hearts)；「April Mirage」、「SAYONARA-NOSTALGIA」(Base Ball Bear)
- 配樂：James Iha(前 Smashing Pumpkins 團員)
- 副導演：大崎章
- 副製作人：近藤有希、小林聖太郎、木之本豪
- 攝影：池内義浩
- 攝影助理：近藤龍人
- 照明：大坂章夫
- 錄音：郡弘道
- 美術：松尾文子、磯見俊裕

## 外部連結
- （日語）リンダ リンダ リンダ （页面存档备份，存于）(日本官方網站)
  - （中文）台灣官方網站
- （中文）Yahoo!奇摩電影介紹頁面 （页面存档备份，存于）